# Alfonso della Viola
Alfonso della Viola o dalla Viola (Ferrara, 1508 circa – 1573 circa) è stato un compositore italiano.

## Biografia
Alfonso nacque in una famiglia di musicisti, della quale tuttavia non si è ancora in grado di chiarire le relazioni di parentela. Probabilmente, era figlio illegittimo di Agostino della Viola (o Agostino di Ferrara), noto cantante e strumentista alla corte di Ferrara dal 1497 al 1522.

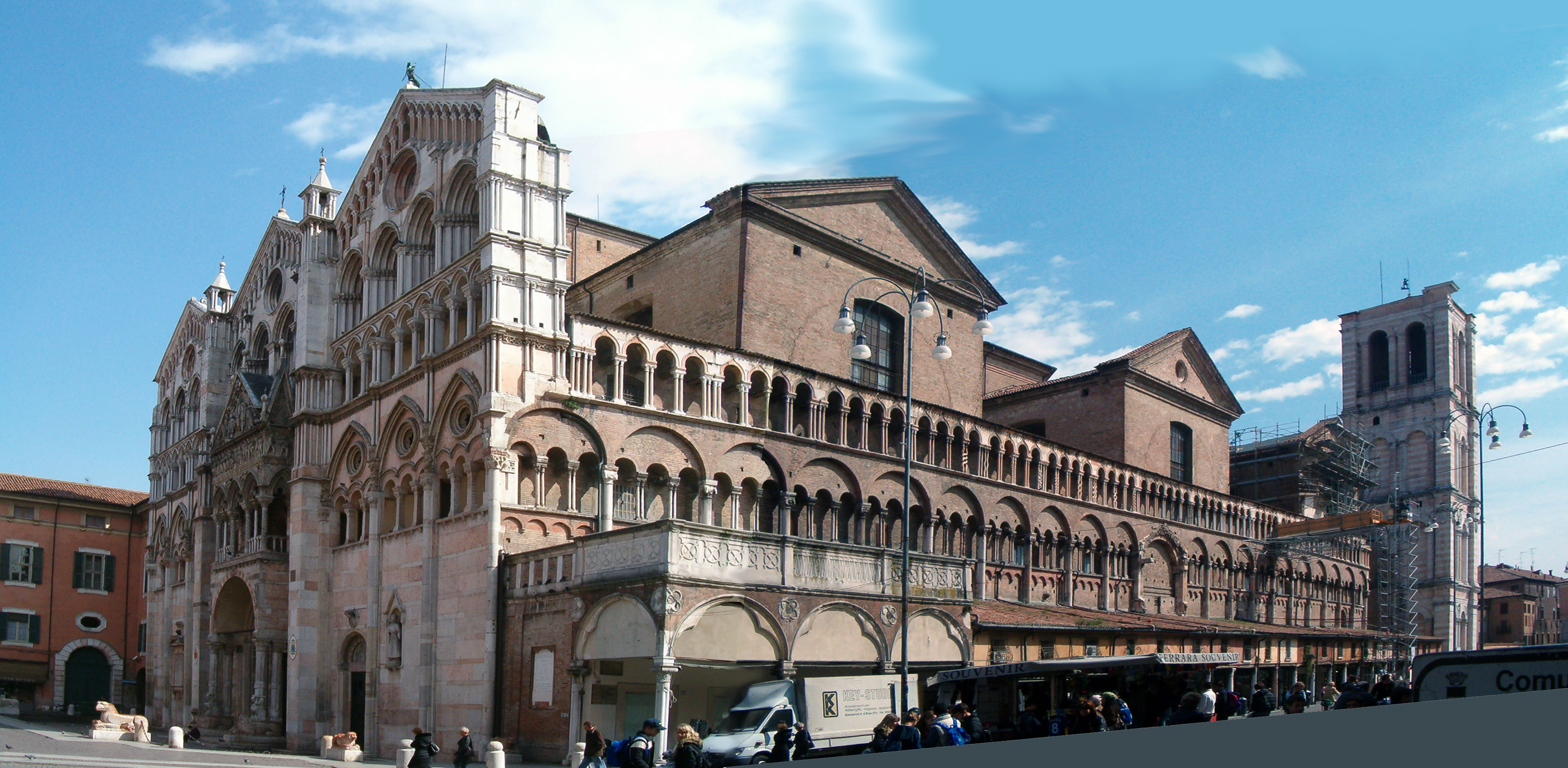
La cattedrale di San Giorgio a Ferrara

Dal 1528 al servizio di Alfonso I d'Este, Duca di Ferrara, come suo musicista di camera, Alfonso della Viola fu al soldo degli Estensi come strumentista di viola d'arco e compositore per 40 anni. Tra il 1563 ed il 1572 ricoprì il posto di maestro di cappella presso la Cattedrale di Ferrara.

La sua abilità tanto come compositore che come strumentista è celebrata da vari scrittori dell'epoca, tra cui Cristoforo di Messisbugo e Luigi Dentice, il quale scrive

## Opere
Si dice abbia composto la musica per il matrimonio di Ercole II d'Este con Renata di Francia. Scrisse anche musiche per varie tragedie e drammi pastorali rappresentati a Ferrara, tra le quali l'Orbecche di Giambattista Giraldi Cinzio (1541), l'Aretusa di Alberto Lollio (1563) e Lo Sfortunato di Agostino Argenti (1567). Tutte queste opere sono andate perdute, eccetto alcuni frammenti delle musiche per Il Sacrificio di Agostino Beccari (1564). Lo stile musicale ricorda i brani di Francesco Corteccia per gli intermedi fiorentini.
Pubblicò a Ferrara due libri di madrigali a 4 voci, il primo (1539) comprendente 43 composizioni, il secondo (1540) 46; inoltre, si trovano altri sei madrigali a 5 voci in antologie dell'epoca.